# M/T Kornati
M/T Kornati je trajekt za lokalne linije. U sastavu je flote hrvatskog brodara Jadrolinije u koju je ušao svečanom primopredajom koja se održala 17. lipnja 2014.
Porinut je kao gradnja 503 u siječnju 2014. u Uljaniku u Puli za potrebe hrvatskog naručitelja.Jedan je od četiri istovjetna broda građena za  Jadroliniju zbog obnavljanja postojeće flote. 
Brod pogone četiri Volvo Penta motora od 442 kW svaki pri 1800 o/min. Kuma novog trajekta je proslavljena hrvatska skijašica Janica Kostelić. Trenutno plovi na liniji Zadar-Brbinj(Dugi otok) i Zadar-Preko(Ugljan).